# Cantone di Aulnoye-Aymeries
Il Cantone di Aulnoye-Aymeries è una divisione amministrativa dell'Arrondissement di Avesnes-sur-Helpe.
È stato costituito a seguito della riforma approvata con decreto del 17 febbraio 2014, che ha avuto attuazione dopo le elezioni dipartimentali del 2015.

## Composizione
Comprende i 39 comuni di:
- Amfroipret
- Audignies
- Aulnoye-Aymeries
- Bachant
- Bavay
- Bellignies
- Berlaimont
- Bermeries
- Bettrechies
- Boussières-sur-Sambre
- Bry
- Écuélin
- Eth
- Feignies
- La Flamengrie
- Frasnoy
- Gommegnies
- Gussignies
- Hargnies
- Hon-Hergies
- Houdain-lez-Bavay
- Jenlain
- Leval
- La Longueville
- Mecquignies
- Monceau-Saint-Waast
- Neuf-Mesnil
- Noyelles-sur-Sambre
- Obies
- Pont-sur-Sambre
- Preux-au-Sart
- Saint-Remy-Chaussée
- Saint-Waast
- Sassegnies
- Taisnières-sur-Hon
- Vieux-Mesnil
- Villereau
- Wargnies-le-Grand
- Wargnies-le-Petit